# Hlybokaye
Hlybokaye (em bielorrusso:  Глыбокае, em russo:  Глубокое, Glubokoye) é uma cidade (desde 1940) da Bielorrússia.
Os primeiros indícios de um assentamento neste local datam de 1514.
Foi o local de nascimento de Pavel Sukhoi.